# Ганновер
Ганно́вер (нім. Hannover, МФА: [ˈhanoːfɐ]) — адміністративний центр заснованої в 1946 році землі Нижня Саксонія у Федеративній Республіці Німеччині.
Місто, розташоване на березі річки Лайне, налічує 535 932 мешканців (на 31 грудня 2021). Місто відоме у всьому світі щорічними промисловими виставками. Його розвиткові також сприяє розташування на перехресті важливих національних і європейських доріг.

## Географія
Ганновер розташоване у долині Лайне між Нижньосаксонським узгір'ям і Північнонімецькою низовиною.
Вигідне географічне положення сприяло розвиткові середньовічного села до метрополії. У Середньовіччі через місто проходив основний торговий шлях у напрямі Північ — Південь. У XIX столітті вздовж цього шляху була прокладена залізниця. На початку XX століття почалося будівництво Середньонімецького каналу (напрям Схід — Захід) і місто опинилося на перехресті цих двох найважливіших транспортних магістралей. Також біля Ганновера перетинаються федеральні автомагістралі А 2 та А 7.
| Бремерхафен (150 км) | Гамбург (135 км)   | Любек (190 км)      |                    |
| Бремен (100 км)      |                    |                     |                    |
| Білефельд (90 км)    |                    | Брауншвейг (55 км)  | Вольфсбург (75 км) |
| Гамельн (50 км)      | Геттінген (105 км) | Гільдесгайм (30 км) | Гослар (70 км)     |

Близько 11 % з приблизно 200 км² міської площі займають зелені насадження, 34,1 % — споруди, 15,5 % — комунікації, дороги. Середня висота над рівнем моря  — 55 м, найвища точка — гора Кронсберг (118,2 м).
Довгострокова середньорічна температура повітря — 8,7 °C, випадає 661 мм опадів.

## Історія
Ганновер виник із середньовічного поселення, яке лежало на захищеному від повеней місці на березі Лайне. З річкою пов'язане ім'я міста (Honovere = Високий берег). Поблизу знаходилася низина Лайне з бродом. Також тут перетиналися два торгові шляхи. Є вказівки на те, що вже в 950 році на цьому місці існувало поселення. Vicus Hanovere (vicus — населений пункт з ринком) згадується вперше в 1150 в Гільдесгаймському Miracula Sancti Bernwardi.
У час Високого середньовіччя маленьке ринкове поселення продовжувало розвиватися і в 1241 році отримало статус міста.
У чотирнадцятому столітті місто було оточене восьмиметровою стіною, у той самий час побудовано три готичні церкви: Св. Егидії, Ринкова і церква Хреста. У п'ятнадцятому столітті була побудована ратуша, яка впродовж століть була осереддям влади міста.

## Транспорт

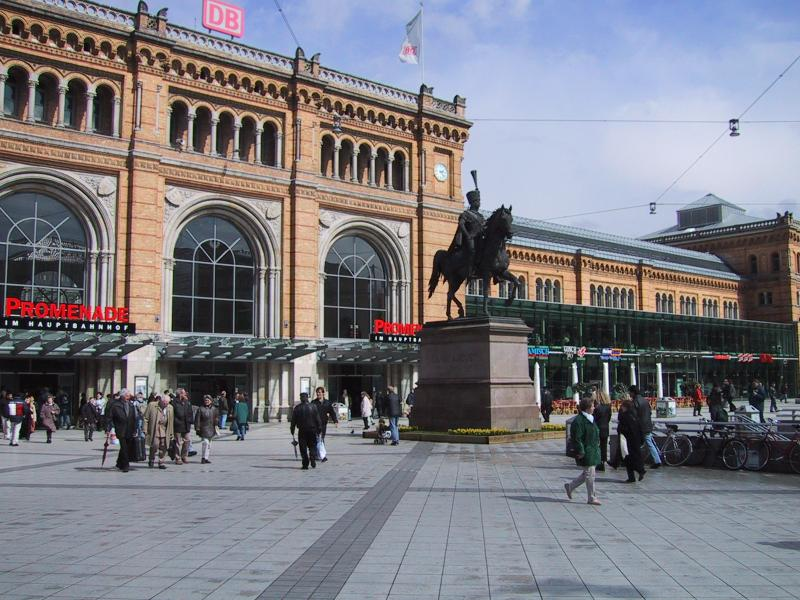
Центральний вокзал. Ганновер. 2001

### Залізничне сполучення
Ганновер  — великий залізничний вузол на перехресті двох магістралей Берлін — Амстердам і Гамбург — Мюнхен. Пропускна здатність пасажирського вокзалу 250 тис. пасажирів на день (з урахуванням відвідувачів торгового центру розміщеного у будівлі вокзалу). З вокзалу щодня відправляються 686 поїздів, з них приблизно 64 швидкісні  — «Deutsche Bahn».
Ганноверська міська швидкісна залізниця — «S-Bahn» забезпечує пряме сполучення між міжнародним аеропортом і виставковим комплексом (Messegelände). У Ганновері добре розвинене приміське сполучення.
У Ганновері знаходиться одна із залізничних дирекцій  — «Deutsche Bundesbahn».

### Міський транспорт

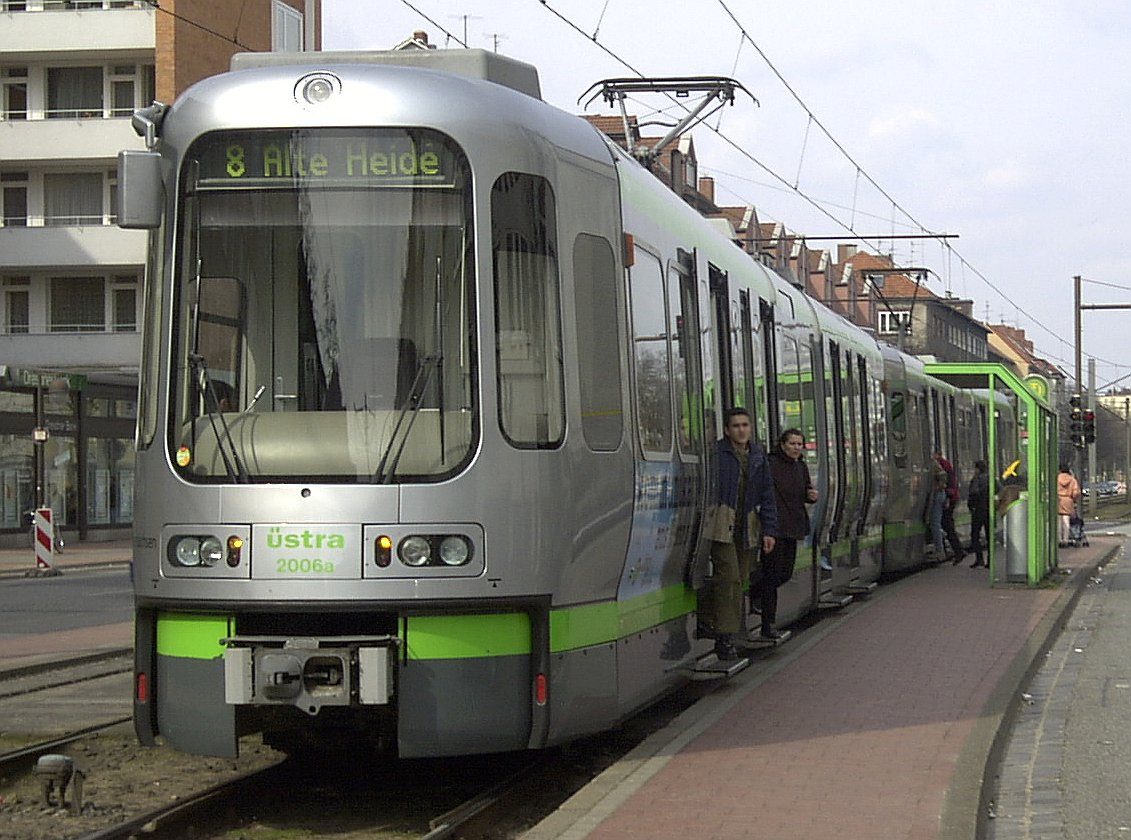
Потяг штадтбану

Основу громадського транспорту складає мережа штадтбана з підземними дистанціями в центрі міста.

### Авіаційний транспорт
Міжнародний аеропорт Ганновера, розташований у Лангенгагені, за 11 км на північ від центру Ганновера. 2018 року пасажирообіг аеропорту склав 6 324 634 осіб.

### Велосипед
Велосипедні доріжки дуже поширені у центрі міста. Ви маєте право їхати разом із велосипедом у трамваї або автобусі.

## Культура

### Музеї та галереї

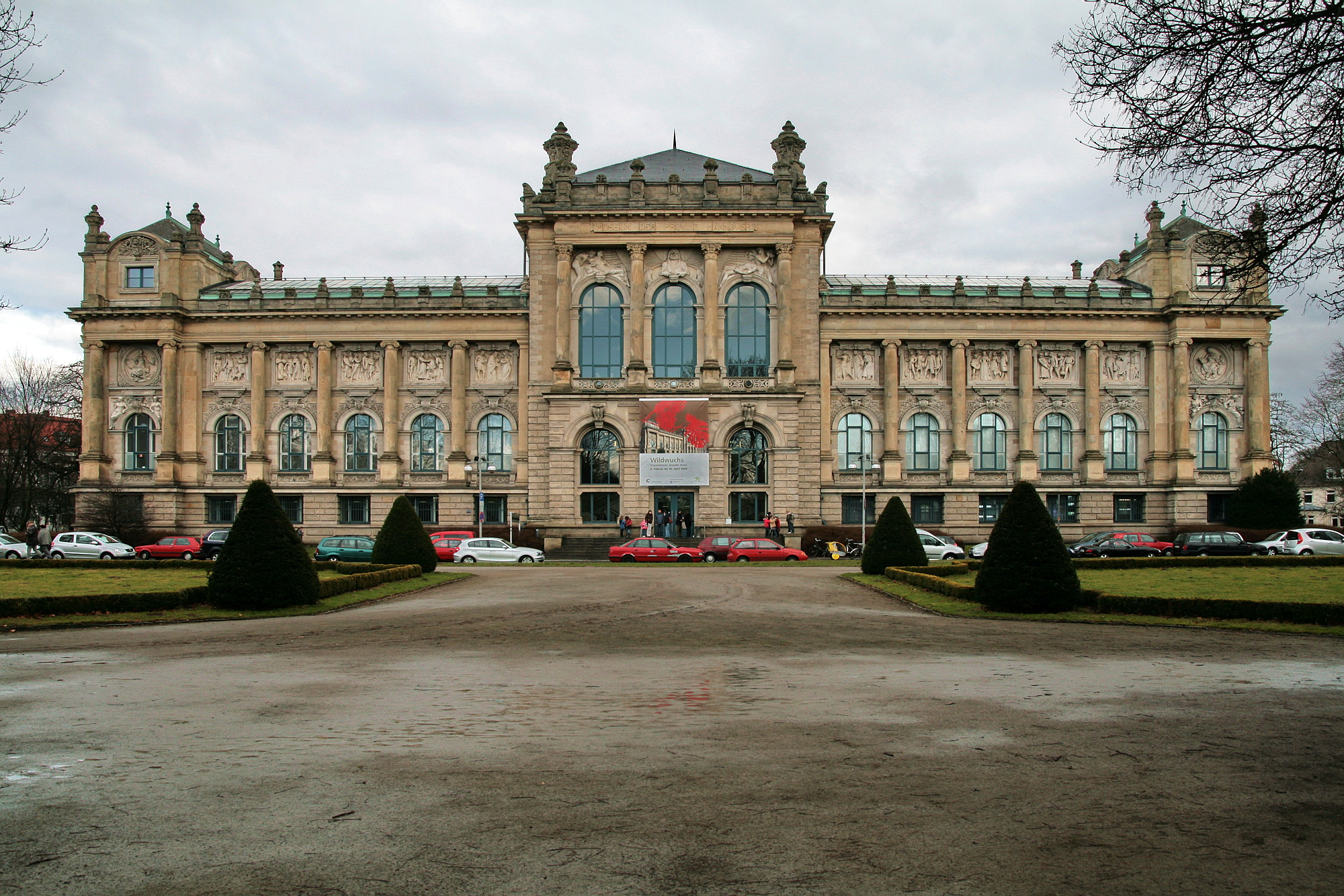
Державний музей Нижньої Саксонії

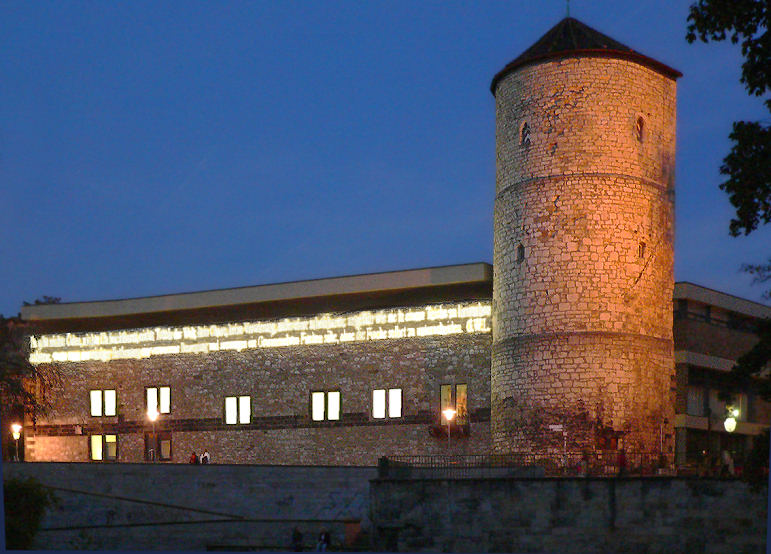
Історичний музей вночі

У Ганновері близько 40 музеїв і галерей, з яких вісім входять до числа найбільших міських музеїв:
- Державний музей Нижньої Саксонії, найбільший музей міста, заснований 1856 року, нинішня будівля музею спроєктована Г'юбертом Штієром у неоренесансному стилі та побудована 1902 року. Музей складається з трьох відділів:
  - Художні світи (європейське мистецтво з XI по XX століття, включаючи колекцію німецького і французького імпресіонізму, а також нумізматичний кабінет колишніх королів Великої Британії та курфюрстів Ганновера).
  - Природні світи (зоологія, ботаніка, геологія, віварій з двома тисячами риб, комах, амфібій, павуків і ящірок).
  - Людські світи (передісторія і рання історія Нижньої Саксонії, а також предмети культури з усього світу).
- Історичний музей Ганновера (Історія міста починаючи з середньовічного поселення Honovere, однак основна увага приділяється проміжку часу між 1714 і 1837 роками, коли Ганноверське королівство знаходилося в особистій унії з королівством Великої Британії. Музей був відкритий 1903 року як «Патріотичний музей» і в нинішній будинок переїхав 1966 року).
- Замок Герренгаузен, був відкритий 2013 року і належить Історичному музею.
- Музей Августа Кестнера, відкритий 1889 року, демонструє 6000 років прикладного мистецтва в чотирьох колекціях:
  - стародавні цивілізації,
  - культура Єгипту,
  - найбільша колекція монет в північній Німеччині, яка налічує близько 1000 експонатів,
  - вжиткове мистецтво.
- Музей Шпренгеля був відкритий 1979 року і представляє мистецтво XX століття. Основна увага приділяється класичному модернізму (колекція Курта Швиттерса), німецькому експресіонізму і французькому кубізму. У музеї також представлені зразки абстрактного, концептуального і мінімалістичного мистецтв.
- Музей Вільгельма Буша, німецький музей карикатури та малюнка в Герренгаузене, в експозиції карикатури та графіка Вільгельма Буша. Крім того, тут постійно змінюються виставки сучасних художників (мультфільми, комікси та карикатури). Заснований 1937 року.

Інші музеї, переважно приватні, включають Театральний музей Ганновера, заснований 1927 року, який представляє постійну експозицію з історії театру Ганновера з XVII століття до наших днів. Відвідувач отримує уявлення про роботу театральних майстерень, а також про оперу, драму, балет і концертну діяльність.

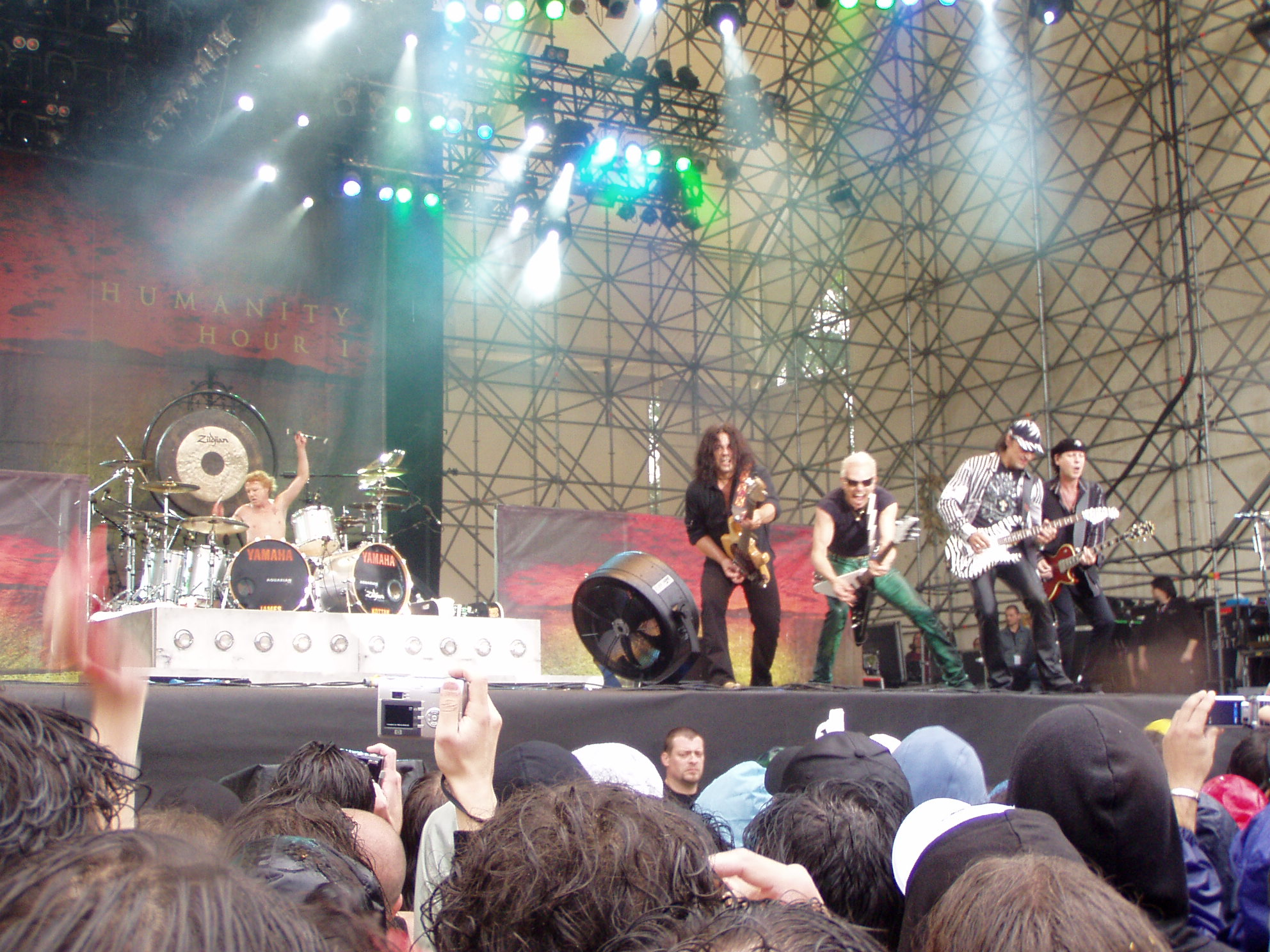
Scorpions. 2007

### Музика
З Ганновера походять популярні рок-групи Scorpions і Fury in the Slaughterhouse. Тут народився німецький музикант Рік Джордан. Переможець конкурсу Євробачення 2010 Лена Маєр-Ландрут також з Ганновера.
З 1991 року в Ганновері відбувається Міжнародний конкурс скрипалів імені Йозефа Йоахіма, який відзначається високими преміями  — перший приз дорівнює 50.000 євро.

## Освіта

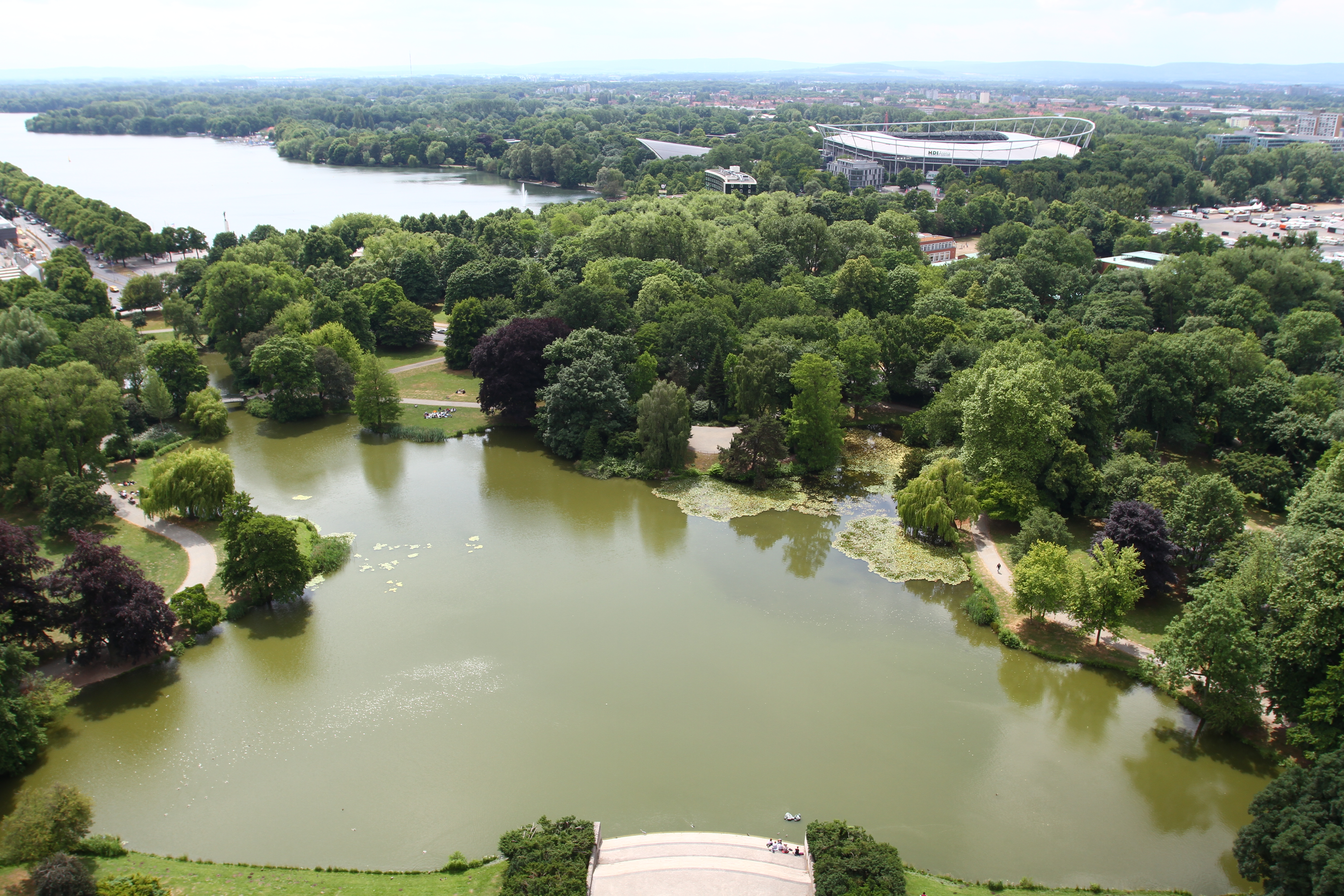
Озеро Машзе

- Ганноверський університет імені Готфріда Вільгельма Лейбніца, заснований 1831 року, понад 20 тисяч студентів.

## Пам'ятки культури, архітектура
- Ринкова церква
- Лейнський палац

## Спорт
«Ганновер 96» (Die Roten або «Червоні») — найкраща місцева футбольна команда, яка знову грає у Бундеслізі після того, як її відправили в Другу Бундеслігу після сезону 2015—2016 років. Домашні ігри проводяться на стадіоні «АВД-Арена», де проходили матчі чемпіонатів світу 1974 і 2006 років і Євро-1988. «Армінія Ганновер» — ще одна традиційна футбольна команда в Ганновері, яка роками грала в першій лізі й тепер грає в лізі Нідерсахсен-Вест (Західна ліга Нижньої Саксонії). Домашні матчі проводяться на стадіоні «Рудольф-Кальвайт».
Хокейна команда Ганновер Скорпіонс грала з 1996 по 2013 рік у Німецькій хокейній лізі. З 2001 року команда проводила домашні матчі на Туй-Арені. У сезоні 2009/10 команда стала чемпіоном Німеччини. 2013 року через фінансові проблеми команда продала свою ліцензію і з того часу грає в Оберлізі та проводить свої домашні ігри на льодовому стадіоні «Лангенхаген». У Оберлізі також активна команда «Ганновер Індіанс», Її домашня арена знаходиться на льодовому стадіоні «Пфердетурм» у Клефельді.

## Клімат
Ганновер має морський клімат (Cfb за класифікацією кліматів Кеппена) не дивлячись на те, що місто знаходиться не на морському узбережжі. У місті переважаючими є океанічні повітряні маси, на відміну від інших міст, розташованих далі на схід або південь.
| Клімат Ганновера, 1981–2010, екстремуми 1936–2015 | Клімат Ганновера, 1981–2010, екстремуми 1936–2015 | Клімат Ганновера, 1981–2010, екстремуми 1936–2015 | Клімат Ганновера, 1981–2010, екстремуми 1936–2015 | Клімат Ганновера, 1981–2010, екстремуми 1936–2015 | Клімат Ганновера, 1981–2010, екстремуми 1936–2015 | Клімат Ганновера, 1981–2010, екстремуми 1936–2015 | Клімат Ганновера, 1981–2010, екстремуми 1936–2015 | Клімат Ганновера, 1981–2010, екстремуми 1936–2015 | Клімат Ганновера, 1981–2010, екстремуми 1936–2015 | Клімат Ганновера, 1981–2010, екстремуми 1936–2015 | Клімат Ганновера, 1981–2010, екстремуми 1936–2015 | Клімат Ганновера, 1981–2010, екстремуми 1936–2015 | Клімат Ганновера, 1981–2010, екстремуми 1936–2015 |
| Показник                                          | Січ.                                              | Лют.                                              | Бер.                                              | Квіт.                                             | Трав.                                             | Черв.                                             | Лип.                                              | Серп.                                             | Вер.                                              | Жовт.                                             | Лист.                                             | Груд.                                             | Рік                                               |
| Абсолютний максимум, °C                           | 15,7                                              | 18,3                                              | 24,4                                              | 29,7                                              | 32,2                                              | 33,9                                              | 36,4                                              | 38,1                                              | 33,0                                              | 26,7                                              | 20,6                                              | 16,3                                              | 38,1                                              |
| Середній максимум, °C                             | 4,0                                               | 4,9                                               | 8,9                                               | 13,9                                              | 18,5                                              | 20,9                                              | 23,5                                              | 23,2                                              | 18,9                                              | 13,7                                              | 8,1                                               | 4,5                                               | 13,6                                              |
| Середня температура, °C                           | 1,6                                               | 1,9                                               | 5,0                                               | 8,9                                               | 13,4                                              | 16,0                                              | 18,4                                              | 17,9                                              | 14,2                                              | 9,9                                               | 5,5                                               | 2,3                                               | 9,6                                               |
| Середній мінімум, °C                              | −1,1                                              | −1,1                                              | 1,2                                               | 3,8                                               | 7,8                                               | 10,8                                              | 13,1                                              | 12,9                                              | 9,9                                               | 6,4                                               | 2,8                                               | −0,2                                              | 5,5                                               |
| Абсолютний мінімум, °C                            | −22,4                                             | −24,3                                             | −18,3                                             | −7,4                                              | −3,2                                              | 0,3                                               | 3,3                                               | 3,3                                               | −1,3                                              | −7,9                                              | −17,1                                             | −20,9                                             | −24,3                                             |
| Середня кількість сонячних годин на місяць        | 50,0                                              | 71,4                                              | 108,1                                             | 166,2                                             | 216,4                                             | 204,5                                             | 213,4                                             | 199,5                                             | 144,4                                             | 107,2                                             | 52,7                                              | 38,9                                              | 1566,0                                            |
| Норма опадів, мм                                  | 55.9                                              | 41.1                                              | 54.8                                              | 39.6                                              | 56.1                                              | 59.2                                              | 61.0                                              | 68.7                                              | 57.2                                              | 52.8                                              | 54.7                                              | 60.2                                              | 661.3                                             |
| ------------------------------------------------- | ------------------------------------------------- | ------------------------------------------------- | ------------------------------------------------- | ------------------------------------------------- | ------------------------------------------------- | ------------------------------------------------- | ------------------------------------------------- | ------------------------------------------------- | ------------------------------------------------- | ------------------------------------------------- | ------------------------------------------------- | ------------------------------------------------- | ------------------------------------------------- |
| Джерело: Deutscher Wetterdienst                   |                                                   |                                                   |                                                   |                                                   |                                                   |                                                   |                                                   |                                                   |                                                   |                                                   |                                                   |                                                   |                                                   |

## Відомі люди
- Фрідріх Вільям Гершель — англійський астроном німецького походження, композитор.
- Георг Фрідріх Гендель — композитор епохи бароко був придворним хормейстером у 1710 році.
- Готфрід Вільгельм Ляйбніц — німецький філософ, математик і логік, проживав до своєї смерті в Ганновері протягом 39 років.
- Еміль Берлінер — американський винахідник німецького походження, відомий розробкою грамофона.
- Лена Маєр-Ландрут — німецька співачка, переможниця міжнародного пісенного конкурсу Євробачення-2010 в Осло з піснею «Satellite».
- Володимир Крайнєв — відомий піаніст і педагог, народний артист СРСР.
- Урі Авнері — ізраїльський правозахисник, політик, журналіст
- Рудольф Еріх Распе (1736—1794) — німецький бібліотекар, письменник та науковець.